# Suisse au Concours Eurovision de la chanson 2008
La Suisse a été le premier pays à clore sa sélection en vue de remporter l'Eurovision 2008, concours qu'elle n'a plus remporté depuis la prestation de Céline Dion en 1988 avec Ne partez pas sans moi.
Pour cela, elle a annoncé le 25 novembre 2007 l'identité du représentant du pays au concours : il s'agit de Paolo Meneguzzi, jeune chanteur pop d'origine suisse italienne.
C'est deux jours plus tard, le 27 novembre 2007 que fut annoncée la chanson que Paolo interprètera à Belgrade, à savoir Era stupendo ("c'était superbe"), décrite comme une ballade romantique italienne aux sonorités "dance" des années 1970. La chanson ne fut toutefois présentée au public que le 12 janvier 2008, lors du Gala SwissAward - Die Millionen-Gala, diffusé par les 3 télévisions suisses (SF, TSR et TSI).
Le 22 mai 2008 Il se classe 13e de la deuxième demi-finale avec 47 points, la Suisse n'est donc pas qualifiée pour la finale du Concours Eurovision de la Chanson 2008.